# Gouvernement Ratas I
Pour les articles homonymes, voir Gouvernement Ratas.
 (avril 2019).
Si vous disposez d'ouvrages ou d'articles de référence ou si vous connaissez des sites web de qualité traitant du thème abordé ici, merci de compléter l'article en donnant les références utiles à sa vérifiabilité et en les liant à la section « Notes et références ».
République d'Estonie
Rõivas II Ratas II
Le gouvernement Ratas I (en estonien : Jüri Ratase valitsus) est le gouvernement de la république d'Estonie du 23 novembre 2016 au 29 avril 2019, durant la XIIIe législature du Riigikogu.

## Coalition et historique
Dirigé par le nouveau Premier ministre centriste Jüri Ratas, ce gouvernement est constitué et soutenu par une coalition entre le Parti du centre d'Estonie (EKE), le Parti social-démocrate (SDE) et l'Union pour la patrie et Res Publica (IRL). Ensemble, ils disposent de 56 députés sur 101, soit 55,4 % des sièges du Riigikogu.
Il est formé à la suite de l'adoption d'une motion de censure par le Parlement le 9 novembre 2016.
Il succède donc au second gouvernement du Premier ministre libéral Taavi Rõivas, constitué et soutenu par une coalition entre le Parti de la réforme d'Estonie (ERE), le SDE et l'IRL.
À la fin du mois d'octobre 2016, le Parti du centre annonce déposer une motion de censure en conséquence de la décision de Taavi Rõivas de proposer l'ancien Premier ministre Juhan Parts en remplacement de Kersti Kaljulaid à la Cour des comptes européenne. Soutenue par le Parti libre d'Estonie (EVE) et le Parti populaire conservateur d'Estonie (EKRE), l'initiative des centristes reçoit ensuite l'appui du Parti social-démocrate et de l'Union de la patrie. La motion est donc adoptée par 63 voix contre 28.
La présidente de la République Kersti Kaljulaid invite alors Jüri Ratas, élu président de l'EKE la veille de l'adoption de la motion en remplacement du controversé Edgar Savisaar, à mettre sur pied une nouvelle majorité, ce qu'il parvient à faire en deux semaines après avoir convaincu le SDE et l'IRL de s'associer.

## Composition

### Initiale (23 novembre 2016)
- Les nouveaux ministres sont indiqués en gras, ceux ayant changé d'attributions en italique.

| Portefeuille                                                       | Nom | Nom                               | Nom                                  | Parti |
| ------------------------------------------------------------------ | --- | --------------------------------- | ------------------------------------ | ----- |
| Premier ministre                                                   |     |                                   | Jüri Ratas                           | EKE   |
| Ministre de l'Éducation et de la Recherche                         |     |                                   | Mailis Reps                          | EKE   |
| Ministre de la Justice                                             |     |                                   | Urmas Reinsalu                       | IRL   |
| Ministre de la Défense                                             |     |                                   | Margus Tsahkna                       | IRL   |
| Ministre de l'Environnement                                        |     |                                   | Marko Pomerants                      | IRL   |
| Ministre de la Culture                                             |     |                                   | Indrek Saar                          | SDE   |
| Ministre des Affaires économiques et des Infrastructures           |     |                                   | Kadri Simson                         | EKE   |
| Ministre de l'Entrepreneuriat et des Technologies de l'information |     |                                   | Urve Palo                            | SDE   |
| Ministre des Affaires rurales                                      |     |                                   | Martin Repinski (jusqu'au 9/12/2016) | EKE   |
| Ministre des Affaires rurales                                      |     | Tarmo Tamm (depuis le 12/12/2016) |                                      | EKE   |
| Ministre des Finances                                              |     |                                   | Sven Sester                          | IRL   |
| Ministre des Administrations publiques                             |     |                                   | Mihhail Korb                         | EKE   |
| Ministre de l'Intérieur                                            |     |                                   | Andres Anvelt                        | SDE   |
| Ministre de la Protection sociale                                  |     |                                   | Kaia Iva                             | IRL   |
| Ministre de la Santé et du Travail                                 |     |                                   | Jevgeni Ossinovski                   | SDE   |
| Ministre des Affaires étrangères                                   |     |                                   | Sven Mikser                          | SDE   |

### Remaniement du12 juin 2017
- Les nouveaux ministres sont indiqués en gras, ceux ayant changé d'attributions en italique.

| Portefeuille                                                       | Nom | Nom | Nom                                      | Parti |
| ------------------------------------------------------------------ | --- | --- | ---------------------------------------- | ----- |
| Premier ministre                                                   |     |     | Jüri Ratas                               | EKE   |
| Ministre de l'Éducation et de la Recherche                         |     |     | Mailis Reps                              | EKE   |
| Ministre de la Justice                                             |     |     | Urmas Reinsalu                           | IRL   |
| Ministre de la Défense                                             |     |     | Jüri Luik                                | IRL   |
| Ministre de l'Environnement                                        |     |     | Siim-Valmar Kiisler                      | IRL   |
| Ministre de la Culture                                             |     |     | Indrek Saar                              | SDE   |
| Ministre des Affaires économiques et des Infrastructures           |     |     | Kadri Simson                             | EKE   |
| Ministre de l'Entrepreneuriat et des Technologies de l'information |     |     | Urve Palo (jusqu'au 22/08/2018)          | SDE   |
| Ministre de l'Entrepreneuriat et des Technologies de l'information |     |     | Rene Tammist                             | SDE   |
| Ministre des Affaires rurales                                      |     |     | Tarmo Tamm                               | EKE   |
| Ministre des Finances                                              |     |     | Toomas Tõniste                           | IRL   |
| Ministre des Administrations publiques                             |     |     | Jaak Aab (jusqu'au 02/05/2018)           | EKE   |
| Ministre des Administrations publiques                             |     |     | Janek Mäggi                              | EKE   |
| Ministre de l'Intérieur                                            |     |     | Andres Anvelt (jusqu'au 26/11/2018)      | SDE   |
| Ministre de l'Intérieur                                            |     |     | Katri Raik                               | SDE   |
| Ministre de la Protection sociale                                  |     |     | Kaia Iva                                 | IRL   |
| Ministre de la Santé et du Travail                                 |     |     | Jevgeni Ossinovski (jusqu'au 02/05/2018) | SDE   |
| Ministre de la Santé et du Travail                                 |     |     | Riina Sikkut                             | SDE   |
| Ministre des Affaires étrangères                                   |     |     | Sven Mikser                              | SDE   |